# Tet
Tet (ранее Lattelekom) — телекоммуникационная компания, интернет-провайдер и оператор кабельного телевидения в Латвии.
Все компании группы Tet предоставляют услуги в области IT, телекоммуникаций, а также предлагают услуги по аутсорсингу бизнес-процессов. Группа Lattelecom является крупнейшим поставщиком услуг в Латвии, предлагающим решения в сфере электронных телекоммуникаций для дома, малых и средних предприятий, государственных и муниципальных учреждений, а также для корпоративных клиентов.
51 % долей капитала Tet принадлежит Латвийскому государству, а оставшиеся 49 % — скандинавскому телекоммуникационному концерну TeliaSonera AB. В свою очередь, самой компании Lattelecom принадлежит 23 % долей капитала латвийского оператора мобильной связи Latvijas Mobilais Telefons.

## История Tet
Tet (до 2006) года — Lattelekom) был создан в 9 января 1992 года как государственное телекоммуникационное предприятие. Почти через 2 года — 22 декабря 1992 года кабинет Министров Латвийской республики признал англо-финский консорциум TILTS Communications победителем конкурса «О модернизации телекоммуникационных сетей Латвии» и разрешил ему стать стратегическим инвестором Tet. Вскоре — 14 января 1994 года государство заключило договор с TILTS Communications, создав тем самым SIA Lattelekom. В результате приватизации, 49 % долей капитала компании приобрели иностранные инвесторы Cable and Wireless и Telecom Finland, позже ставшая частью скандинавского телекоммуникационного концерна TeliaSonera AB. Позже Cable and Wireless свои доли капитала продала TeliaSonera, в результате чего на данный момент 51 % предприятия принадлежит государству, а 49 % — TeliaSonera. До 1 января 2003 года компания была монополистом в сфере услуг фиксированной голосовой связи и благодаря этому стала крупнейшим оператором фиксированной телефонии.

## Группа Tet
В группу Lattelecom входят пять компаний: ООО Tet, ООО Lattelecom BPO, ООО Citrus Solutions, ООО Lattelecom Technology и принадлежащее последнему дочернее предприятие ООО Baltijas Datoru Akadēmija (Балтийская Компьютерная академия).
Tet специализируется на предоставлении услуг оптического интернета, цифрового телевидения и телефонии. Tet предоставляет услуги аутсорсинга бизнес-процессов (business process outsourcing — BPO), а также — информативные услуги справочной службы 1188. Lattelecom Technology предоставляет интегрированные услуги и решения информационных технологий. Baltijas Datoru Akadēmija является центром обучения и сертификации, предлагая свои услуги для профессионалов и пользователей информационных и коммуникационных технологий (ICT). В свою очередь, Citrus Solutions, которая была сформирована на базе Отдела обслуживания сетей материнской компании Tet, предлагает интегрированные решения по строительству сетевой инфраструктуры и систем безопасности.

## Интернет Tet
Tet является крупнейшим интернет-провайдером Латвии. Tet предлагает несколько типов соединения с интернетом: широкополосный DSL интернет, оптический интернет, а также беспроводные решения — Wi-Fi (интернет общего пользования).

### Оптический интернет
В январе 2009 года Tet начал предлагать оптический интернет со скоростью до 100 мегабит в секунду частным клиентам. В сентябре 2009 года Tet объявил об увеличении пропускной способности своей оптоволоконной сети до 500 мегабит в секунду.
Первым местом, где был доступен оптический интернет Tet, стал северо-западный микрорайон Риги Золитуде, позже и другие районы Риги — Кенгарагс, Пурвциемс, Плявниеки, Зиепниеккалнс и другие. Первым городом вне Риги, где появился оптический интернет, стала Елгава, к которой в конце 2009 года присоединились Даугавпилс, Саласпилс и ещё некоторые крупнейшие города. Изначально работа по расширению оптоволоконной сети проводилась в молодых микрорайонах Риги и крупнейших городах, так как с рациональной точки зрения, отдача от вложения в развитие сети возможна только при наличии по меньшей мере 30 пользователей в подключенном здании.
Изначально оптическая сеть Tet расширяется в районах с большой концентрацией многоэтажных многоквартирных домов в крупнейших городах Латвии. Считается, что прокладка оптического интернета окупается в том случае, если в подключенном здании есть, по меньшей мере, 30 квартир. Поэтому пока в частных домах оптический интернет не доступен. Для обеспечения услуги используется технология GPON, позволяющая в каждом месте подключения (квартире) обеспечить планируемую скорость.
В начале апреля 2010 года Tet заявил, что в строительство сети оптического интернета вложено 10 миллионов латов, оптический интернет Tet реально используют 19 тысяч клиентов, а доступен он в 150 000 домах. В начале 2013 года оптический интернет был доступен 450000 домашним хозяйствам Латвии, что составляет половину от общего числа домашних хозяйств страны. Общая оптическая инфраструктура покрывает более 45 городов и районов.

### Балтийская магистраль
В 2012 году в строй была введена крупная линия передачи данных — Балтийская магистраль. Она обеспечивает высококачественную передачу данных по странам Балтии, Польши и Германии, с ответвлением в Российскую Федерацию. Проект постройки единой оптической инфраструктуры был осуществлен Tet в сотрудничестве с Deutsche Telekom и компанией Мегафон.
Балтийская магистраль обеспечит скорость передачи данных n*10 Гбит/сек (изначальная пропускная способность системы составляет 40x10 Гбит/сек) и станет кратчайшей линией между Германией и Россией. Инфраструктура Балтийской магистрали станет альтернативой для сетей проложенного ранее Северного (Россия — Швеция — Германия) и Южного путей (Россия — Украина — Германия).

### Wi-Fi
Tet обеспечивает возможность подключения к быстрому и стабильному беспроводному общественному интернету (Wi-Fi). На данный момент на территории Латвии находится более 2700 точек доступа к Wi-Fi.

## Телевидение Tet
С 2011 года Tet является крупнейшим поставщиком телевизионных услуг в странах Балтии, и число абонентов трех видов телевидения, предлагаемых компанией, — наземного телевидения, интерактивного телевидения и интернет-телевидения достигло 230 000.
С 1 марта 2011 года компания начала предлагать услуги интернет-телевидения для мобильных устройств, например, для смартфонов и планшетных компьютеров. Таким образом, компания Tet стала первым телевизионным оператором в странах Балтии, который дает людям возможность смотреть телевизионные каналы на четырёх типах экранов: не только на традиционных телевизорах, но и на компьютерах, планшетах и мобильных телефонах.

### Интерактивное ТВ
Телевидение нового поколения, которое позволяет клиенту выбирать, что и когда смотреть. Интерактивное телевидение Tet — это услуга высокочёткого телевидения с широкими возможностями, к примеру, виртуальным прокатом фильмов (video on demand), переносом времени просмотра, записью программ и фильмов, и т. д. Сигнал интерактивного телевидения передается посредством широкополосного интернет-соединения, которое дает доступ и к телевидению, и к интернету при помощи одного кабеля (телефонной линии). Для клиента это означает отсутствие необходимости в проведении дополнительных кабелей или установки спутниковой тарелки.

### Наземное ТВ
С начала 2009 года после победы в конкурсе, учрежденном Министерством сообщения Латвийской республики, Tet в сотрудничестве с Латвийским Государственным центром радио и телевидения реализует в Латвии переход с аналогового вещания на цифровое.
Цифровое наземное телевидение Tet доступно на 99 % территории страны и его смогут смотреть всем жители, если у них есть антенна и специальный декодер. С марта 2009 года по 1 декабря 2011 года в Латвии действует переходный период, во время которого жителям доступно как аналоговое, так и цифровое телевидение. Планируется, что все национальные каналы — LTV1, LTV7, LNT, TV3 — будут бесплатными.

### Интернет-телевидение
В 2010 году тестовый режим интернет-телевидения стал доступен для широкой аудитории. В настоящее время интернет-телевидение доступно только в Латвии.
На мобильных устройствах интернет-телевидение было доступно с марта 2012 года. Это было первая в Латвии телевизионная услуга, которая не только давала возможность смотреть телевизионные каналы в удобном для клиента месте и в удобное для него время, но и делать это при помощи различных устройств: ПК, планшетных компьютеров и смартфонов.

## Приватизация
Tet — бывшая государственная телекоммуникационная компания. В 1994 году 49 % акций компании было продано двум иностранным инвесторам — Cable and Wireless и Telecom Finland, ставшей частью TeliaSonera. Cable and Wireless позднее продала свою долю акций TeliaSonera, которой теперь принадлежат 49 % акций компании. Остальные 51 % акций компании по-прежнему принадлежит латвийскому правительству.

## Монополия
До недавнего времени у Tet были монопольные права на фиксированную голосовую связь в Латвии, их действие закончилось 1 января 2003 года. Теперь рынок фиксированной телекоммуникации открыт для конкуренции, но Tet все ещё принадлежит значительная доля этого рынка. Компания является одним из самых крупных интернет-провайдеров в Латвии, а также одним из владельцев Latvijas Mobilais Telefons, крупнейшего оператора мобильной связи.

## Прибыль и финансовые результаты
Оборот Tet в 2011 году составил LVL 135,8 млн, что на LVL 3,8 млн меньше, чем в предыдущем году. Услуги по предоставлению телевидения и интернета принесли наибольшее увеличение прибыли, так как количество абонентов стремительно возросло. Оборот от услуг по передаче данных также возрос, однако доходы от голосовой связи продолжают падать. Нормализованный индикатор прибыли до вычета налогов, процентов, износа и амортизации (EBITDA) Tet в 2011 году составил LVL 47,5 млн (LVL 45,6 млн — в 2010 году), норма прибыли EBITDA составила 35 %. Прибыль Tet в 2011 году составила LVL 20,8 млн, что на 8 % больше по сравнению с прибылью 2010 года (LVL 19,3 млн).

## Бренд Tet
18 мая 2006 года компания Tet провела ребрендинг, изменив существующее название на новое. До того компания уже провела реорганизацию после приобретения ООО Lattelecom Technology. Смена названия завершила процесс преобразования — новый бренд связал все компании группы, которые были прямо вовлечены в предоставление услуг клиентской службы, аутсорсинга бизнес-процессов клиентов и предоставление IT&T и контентных услуг.
Логотип
Смена бренда компании означала не только изменение названия и структуры компании, но и новый внешний облик. Предыдущий логотип был создан после наступления третьего Национального Пробуждения Латвии и символизировал зеленые леса и красно-бело-красный флаг страны с изображением телефонного диска внутри. К 2006 году Tet перестал быть только телекоммуникационной компанией, старое название и логотип не могли более отражать настоящий образ и видение компании. Новый логотип Tet состоит из названия со значком — удвоенное T кирпично-красного, корпоративного цвета компании. Изображение двух Т в названии символизирует роль коммуникации в жизни человека — потребность оставаться на связи, быть в курсе событий, делиться информацией и пользоваться преимуществами быстрой и удобной коммуникации. Логотип характеризует Tet как компанию, открытую для новых людей и новых идей и в то же время приветствующую использование технологий везде, где они могут улучшить и облегчить нашу жизнь.

## Работники
В группе Tet на конец 2011 года работало 2174 сотрудника.
В 2011 году при проведении различных исследований Tet была признана одной из лучших компаний, обслуживающих клиентов в Латвии, а опрос, проведенный рекрутинговой компанией WorkingDay Latvija, вывел Tet на 3-е место среди наиболее привлекательных работодателей.